# Weltjugendtag 2013
Der XXVIII. Weltjugendtag (Abkürzung im Veranstaltungsland JMJ = portugiesisch Jornada Mundial da Juventude) der römisch-katholischen Kirche fand vom 23. bis 28. Juli 2013 in Rio de Janeiro statt. Die Ankündigung des Weltjugendtages in Rio erfolgte in der Aussendungsmesse des Weltjugendtages 2011 am 21. August 2011 durch Papst Benedikt XVI. Zum Weltjugendtag 2013 kamen etwa 3,2 Mio. Teilnehmer. Einer der Höhepunkte war der Empfang der Jugendlichen am Eröffnungstag an der Copacabana. Für Papst Franziskus war der Weltjugendtag in Rio der Anlass, auf seiner ersten Auslandsreise ein Land seines Herkunftskontinentes Lateinamerika zu besuchen.
Der Weltjugendtag stand unter dem Motto „Geht hin und macht zu Jüngern alle Völker (Mt 28,19 )“. Wie zu jedem Weltjugendtag gab es auch für Rio 2013 eine Hymne. Die Hymne des 28. Weltjugendtages wurde am 14. September 2012 vorgestellt.
Die Teilnehmer des Weltjugendtags in Rio de Janeiro und die mit Gottesdienst feiernden über die Medien verbundenen konnten einen vollkommenen Ablass (Indulgentia plenaria) erhalten. Voraussetzung dafür war gemäß dem vom Vatikan veröffentlichten Dekret der Empfang des Bußsakraments und der Kommunion sowie ein Gebet in der Meinung des Papstes.

## Papstbesuch

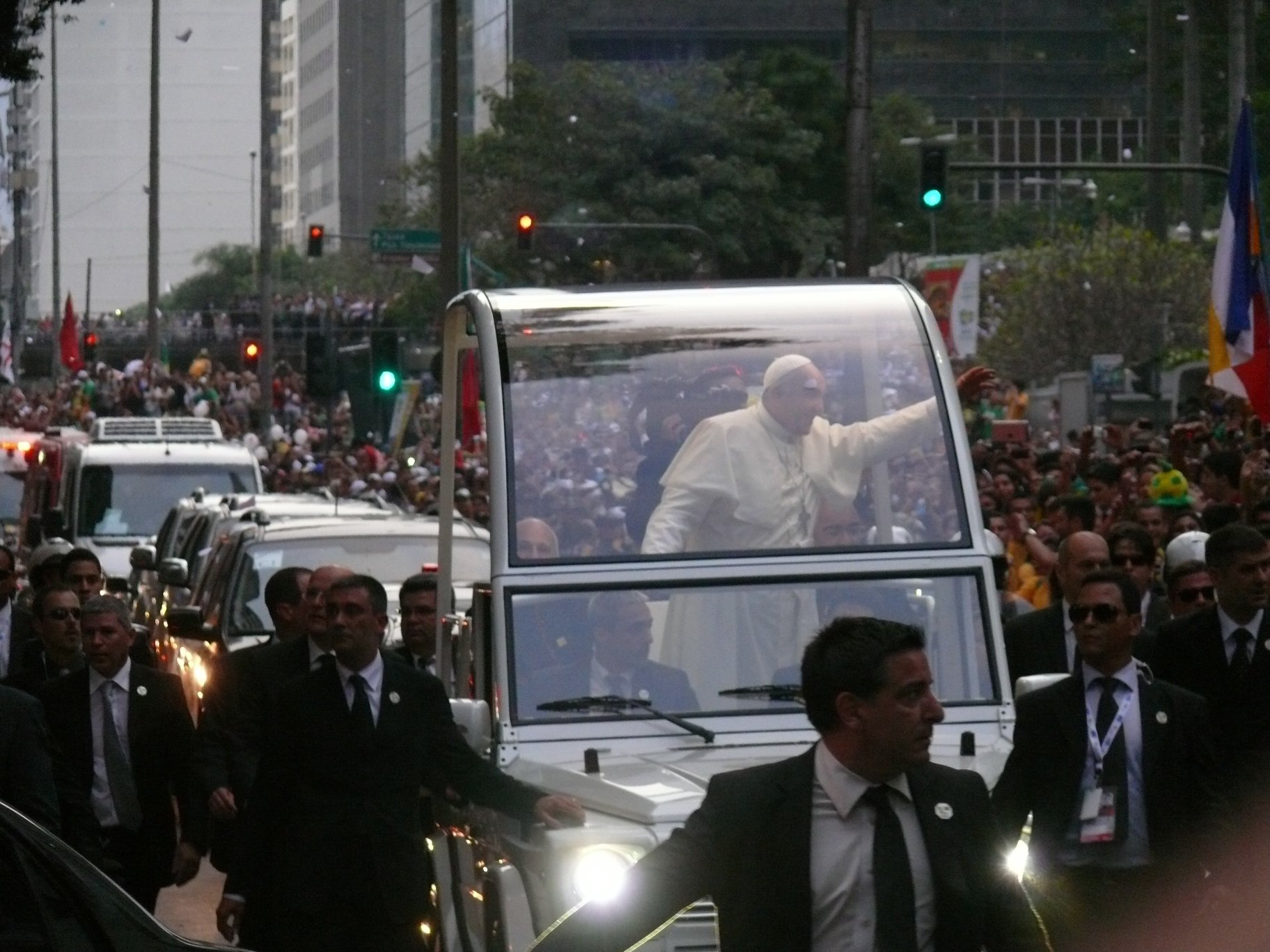
Der Papst auf der Fahrt durch Rio de Janeiro.

Bereits auf dem Flug nach Rio de Janeiro äußerte der Heilige Vater vor Journalisten seine Sorge über die hohe Arbeitslosigkeit der Jugendlichen und beklagte, dass die älteren Mitglieder der Gesellschaft heutzutage oft an den Rand der Gesellschaft geschoben würden. Nach seiner Ankunft auf dem Flughafen fuhr Papst Franziskus mit einem Minivan durch die Stadt, wo er von Zehntausenden Menschen am Straßenrand begrüßt wurde. Der Wagen des Papstes blieb mehrmals in den großen Menschenmassen stecken, die den Wagen einkreisten und durch das offene Autofenster Briefe und Geschenke auf die Rückbank warfen.
Kurzzeitig stieg der Papst in einen Helikopter um und flog zum Guanabara-Palast, zur offiziellen Begrüßung durch die brasilianische Präsidentin Dilma Rousseff, die ihn bereits am Flughafen empfangen hatte. Nach einer Ansprache der Präsidentin, hielt der Papst eine Rede. „Ich habe weder Gold noch Silber, aber ich bringe das Wertvollste, das mir gegeben wurde: Jesus Christus!“, sagte der Heilige Vater auf Portugiesisch. Im Anschluss folgte im selben Gebäude ein Besuch bei der Präsidentin.
Nach der Ansprache kam es in der Nähe des Gouverneurspalastes zu Auseinandersetzungen zwischen Demonstranten und Polizisten, wobei ein Beamter sowie ein Journalist verletzt wurden. Neben Tränengas und Wasserwerfern kamen auch Gummigeschosse seitens der Polizei zum Einsatz. Die Demonstranten protestierten gegen die Kosten des Besuches von Papst Franziskus sowie des Weltjugendtages. Die Einnahmen Brasiliens am Weltjugendtag übersteigen die Kosten jedoch bei Weitem.
Den 23. Juli nutzte Franziskus als Ruhetag ohne offizielles Programm. Währenddessen wurde der Weltjugendtag am Strand der Copacabana mit einer Heiligen Messe eröffnet, die vom Erzbischof von Rio de Janeiro, Orani João Tempesta mit 400.000 Teilnehmern gefeiert wurde.
Am nächsten Tag besuchte Franziskus den brasilianischen Wallfahrtsort Aparecida. Vor bis zu 200.000 Menschen warnte er in einem Gottesdienst in der Basílica de Nossa Senhora Aparecida vor „vergänglichen Götzen“ und rief zu einer Rückkehr zum wahren Glauben auf. Er stellte Geld, Erfolg, Macht und Vergnügen als die Götzen auch vieler junger Leute dar und stellte ihnen christliche Werte wie Großherzigkeit, Ausdauer und Brüderlichkeit gegenüber. Nachdem am Sonntag zuvor in Aparecida ein selbstgebauter Sprengsatz von der Polizei gefunden worden war, wurden die Sicherheitsmaßnahmen verschärft.

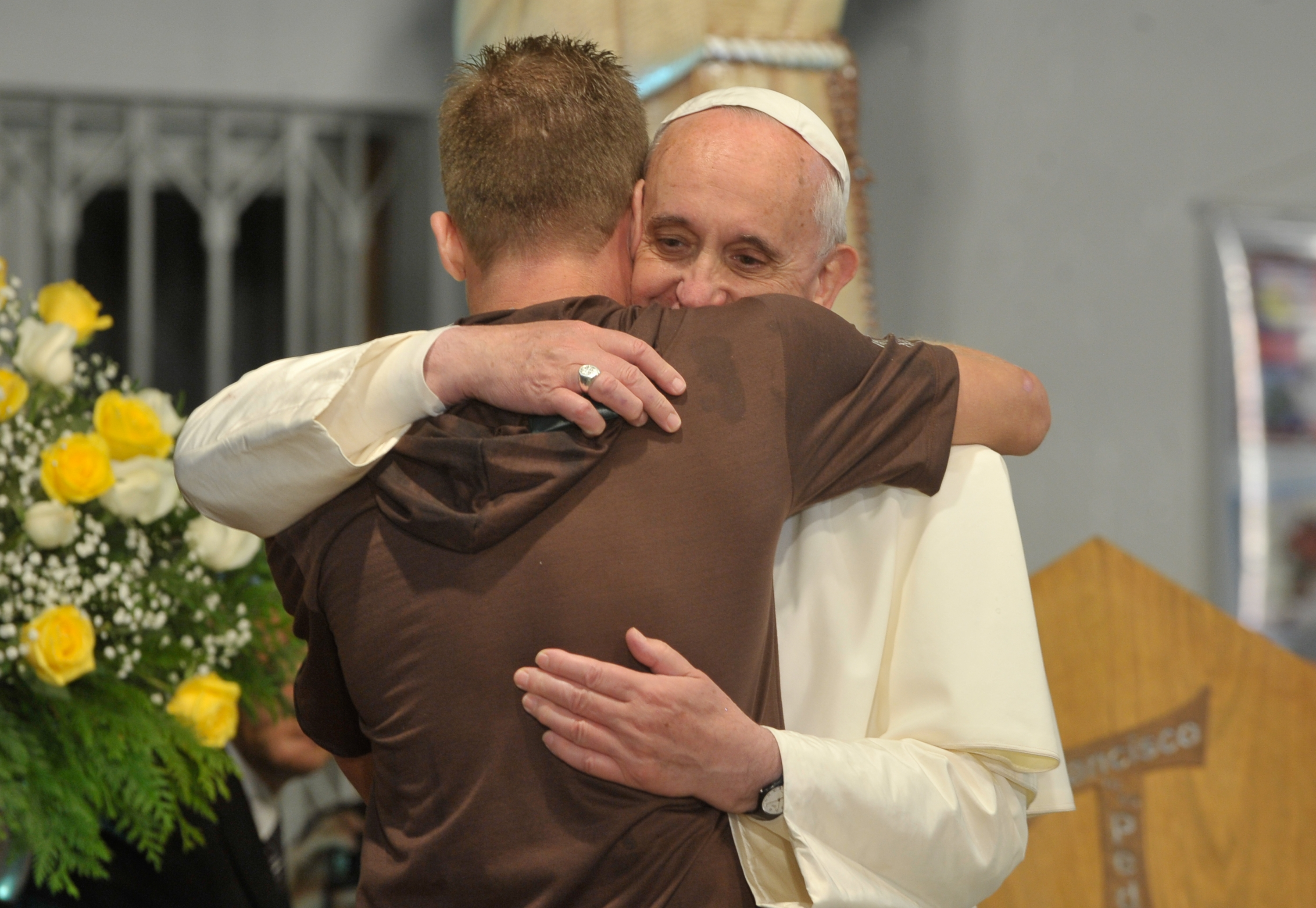
Franziskus besucht das Krankenhaus Sao Francisco de Assis in Rio de Janeiro.

Am Abend des 24. Juli besuchte Franziskus das Krankenhaus Sao Francisco de Assis in Rio de Janeiro, wo er eine neu eingerichtete Abteilung für Menschen mit Drogenproblemen einweihte. Im Innenhof des Krankenhauses sprach der Papst auf einer kleinen Tribüne vor mehr als 500 Anwesenden. Der Heilige Vater sprach sich gegen die Liberalisierung des Drogenkonsums aus. Man müsse die dahinterliegenden Probleme angehen, „indem man sich für mehr Gerechtigkeit einsetzt“, forderte er. Franziskus traf mit drogenkranken Patienten zusammen, die von ihren Erfahrungen berichteten. Alle, so der Papst in seiner Ansprache, müssten den anderen „mit den liebevollen Augen Christi sehen und lernen, Notleidende zu umarmen“. Das bringe Nähe, Zuneigung und Liebe zum Ausdruck. „Das Übel des Drogenhandels, das die Gewalt fördert und Schmerz und Tod sät, erfordert ein mutiges Handeln der gesamten Gesellschaft“, sagte Franziskus weiter.
Der Heilige Vater besuchte am Morgen des 25. Juli den Bürgermeister von Rio de Janeiro Eduardo Paes. In dessen Amtssitz empfing er die Schlüssel der Stadt. Franziskus segnete dort die Flaggen der Fußball-WM 2014 und der Olympischen Sommerspiele 2016 und traf unter anderen auch Brasiliens Fußball-Legende Pelé. Im Anschluss begab sich der Papst in die Favela Varginha, ein Armenviertel Rio de Janeiros. Dort besuchte er die Kapelle São Jerônimo Emiliano und weihte einen neuen Altar.
Im Anschluss ging der Papst zu Fuß zu einem nahegelegenen Fußballfeld. Auf dem Weg dorthin säumten Hunderte Menschen die Straßen, die ihm Kinder zur Segnung reichten sowie Geschenke übergaben. Kurzzeitig besuchte der Heilige Vater ein kleines Wohnhaus des Armenviertels und begrüßte dessen Bewohner. Auf dem Sportgelände sprach Franziskus auf einer kleinen Tribüne zu den zahlreich anwesenden Bewohnern des Armenviertels. In seiner Ansprache rief der Papst zur Solidarität mit den Armen in der Welt auf. Jeder solle dazu beitragen, „den vielen sozialen Ungerechtigkeiten ein Ende zu bereiten.“ Nicht Egoismus und Individualismus bauten eine bessere Welt, so der Heilige Vater, sondern eine „Kultur der Solidarität“, die in dem jeweils anderen keinen Konkurrenten sehe.
Gegen Mittag kam Papst Franziskus kurzzeitig spontan mit Jugendlichen in der Kathedrale Metropolitana de São Sebastião in Rio de Janeiro zusammen. Er wurde vom Generalsekretär der brasilianischen Bischofskonferenz Conferência Nacional dos Bispos do Brasil Weihbischof Leonardo Ulrich Steiner begrüßt. Gegen Abend begab sich Franziskus an die Strandpromenade der Copacabana zu einer Willkommensfeier mit den Jugendlichen. Rund eine Million Besucher jubelten ihm zu. Eine halbe Stunde fuhr Franziskus mit Musik, Gesängen, Gebeten im offenen Jeep durch die Menschenmasse.
Zwischenzeitlich wurde die Abschlussmesse des Weltjugendtages am Sonntag wegen des schlechten Wetters von Guaratiba an den Strand der Copacabana verlegt.
Am Morgen des 26. Juli begab sich Papst Franziskus in den Park Quinta da Boa Vista in der Nähe des Maracanã-Stadions im Zentrum von Rio de Janeiro. Dort hörte er Beichte. Am Vormittag traf der Heilige Vater im Amtssitz des Erzbischofs von Rio de Janeiro mit jugendlichen Strafgefangenen unter Ausschluss der Massenmedien zusammen. Anschließend betete Franziskus vom Balkon des Amtssitzes aus das Angelusgebet mit Besuchern auf dem Vorplatz. Danach fand ein Mittagessen mit jeweils zwei Jugendlichen aus jedem Kontinent sowie zwei Jugendlichen aus dem Gastgeberland Brasilien statt.
Am Abend fuhr der Papst an den Strand der Copacabana, wo er mit Hunderttausenden den Kreuzweg betete. Insgesamt 280 Schauspieler und Laiendarsteller spielten in szenischen Darbietungen an der Copacabana den Kreuzweg nach, begleitet von Musik, Gesängen und Gebeten. Franziskus rief dazu auf, mit dem Kreuz den Übeln und dem Leiden auch der heutigen Zeit zu begegnen. Er erinnerte auch an die religiös oder politisch Verfolgten. Durch das Kreuz verbinde sich Jesus mit den vielen jungen Menschen, die ihr Vertrauen in die politischen Institutionen verloren haben, weil sie Egoismus und Korruption sehen.
Am Morgen des 27. Juli feierte Papst Franziskus zunächst mit Bischöfen, Priestern, Personen des gottgeweihten Lebens und Seminaristen in der Kathedrale Metropolitana de São Sebastião in Rio de Janeiro einen Gottesdienst. Im Anschluss kam es zu einer Begegnung mit den brasilianischen Staats- und Regierungschefs im Stadttheater von Rio de Janeiro.
Am Abend kam der Heilige Vater mit mehr als drei Millionen Pilgern am Strand der Copacabana zu einer Vigilfeier zusammen. Viele Straßen wurden gesperrt, um den Jugendlichen einen kilometerlangen Pilgerweg zum Strand zu ermöglichen. Die Jugendlichen übernachteten mit Schlafsäcken am Strand der Copacabana und feierten dort am nächsten Morgen die große Abschlussmesse des Weltjugendtages mit Papst Franziskus. Unter anderem wohnten dem Gottesdienst die brasilianische Präsidentin Dilma Rousseff, Argentiniens Staatschefin Cristina Fernández de Kirchner und Boliviens Staatschef Evo Morales bei. Am Ende des Gottesdienstes lud Papst Franziskus zum Weltjugendtag 2016 nach Krakau ein.
Am Nachmittag kam der Papst mit dem Koordinierungskomitee des CELAM im Studienzentrum der Residenz von Sumaré in Rio de Janeiro zusammen. Laut Franziskus müsse die Kirche Lateinamerikas stärker ihre innere Erneuerung sowie den Dialog mit der Welt von heute voranbringen. Die innere Erneuerung der Kirche verlange, dass die Arbeit von Bischöfen und Priester mehr pastoral als administrativ sei, hob der Papst hervor. Nicht die Kirche als Organisation, sondern das Volk Gottes insgesamt müsse Nutznießer der kirchlichen Arbeit sein. Wichtig sei, dass die Laien stärker an der Mission der Kirche teilnähmen, und dass Bischöfe und Priester sich auf die Ratschläge der Diözesanräte und der Räte auf Pfarreiebene stützten. Es folgte eine Begegnung mit den freiwilligen Helfern des Weltjugendtages, wo der Papst einen persönlichen Dank aussprach. Nach einer Abschiedszeremonie am Abend auf dem internationalen Flughafen von Rio de Janeiro, flog der Heilige Vater zurück nach Rom.

## Das Logo
Am 8. Februar 2012 wurde in Rio de Janeiro das offizielle Logo vorgestellt. Das Logo ist ein Herz – das Herz des Jüngers. Das Herz setzt sich aus der Christusstatue in Rio, dem Zuckerhut, der Küste Brasiliens und dem Pilgerkreuz zusammen. Als Farben wurden die Nationalfarben Blau, Grün und Gelb verwendet.

## Die Patrone und Fürsprecher
Am Pfingstsonntag, 27. Mai 2012 wurden die fünf Patrone und dreizehn Fürsprecher des Weltjugendtags in Brasilien vorgestellt. Die Patrone waren:
- der sel. Papst Johannes Paul II.
- Unsere Liebe Frau von Aparecida
- der hl. Sebastian
- der hl. Antonio von Santana Galvao
- die hl. Therese von Lisieux

Die 13 Fürsprecher des Weltjugendtags waren:
- die hl. Rosa von Lima
- die hl. Teresa de Los Andes
- die sel. Laura Vicuña
- der sel. José de Anchieta
- die sel. Albertina Berkenbrock
- die sel. Chiara Luce Badano
- die sel. Irmã Dulce
- der sel. Adílio Daronch
- der sel. Pier Giorgio Frassati
- der sel. Isidor Bakanja
- der sel. Frédéric Ozanam
- der hl. Georg
- der hl. Andreas Kim Taegon